# Spelaeoconcha paganettii
Spelaeoconcha paganettii (лат.) — вид сухопутных лёгочных улиток из отряда стебельчатоглазых (Stylommatophora), выделяемый в монотипические род Spelaeoconcha и семейство Spelaeoconchidae.

## Особенности
Раковина правозакрученная, её высота — 3,4—6,8 мм, диаметр — 1,5—2,6 мм. Вид распространён в Хорватии и Боснии и Герцеговине, где встречается в пещерах. Раковина прочная, полупрозрачная (в свежем виде) с блестящей, едва скульптурированной поверхностью. Рот не усилен, края, кроме спинки, несколько утолщены. Пупок очень узкий, но почти открытый и лишь частично прикрыт веретеновидным краем ротового отверстия. У гермафродитных гениталий половой член относительно короткий, а эпифаллос очень короткий. Однако жгутик хорошо развит и с закругленным концом. Семенной проток проникает в эпифаллос. Стебель сперматека относительно толстый и короткий, без дивертикулов. Сам резервуар имеет веретенообразную форму и относительно большой.

## Возникновение, образ жизни и распространение
Вид — пещерный обитатель. Пока образцы были найдены только в развалинах пещер в Хорватии и Боснии и Герцеговине.

## Систематика
Положение семейства Spelaeoconchidae или рода Spelaeoconcha противоречиво. В Bouchet & Rocroi (2005) семейство Spelaeoconchidae помещено в надсемейство Pupilloidea, Schileyko (1998) рассматривает его как подсемейство внутри Enidae. В фауне Европы этот род относится к семейству Vertiginidae, подсемейству Nesopupinae. Число видов также неизвестно; обычно принимается только один вид с тремя подвидами.
- Семейство Spelaeoconchidae A. J. Wagner, 1927
  - Род Spelaeoconcha Sturany, 1901 г.
    -  Spelaeoconcha paganettii  Sturany, 1901 (с номинотипный вид  Spelaeoconcha paganettii paganettii  Sturany, 1901 и подвидами 'Spelaeoconcha' paganettii 'и Waganettii polymor. Spelaeoconcha paganettii alphonsi  Maassen, 1989).